# Parque do Ibirapuera

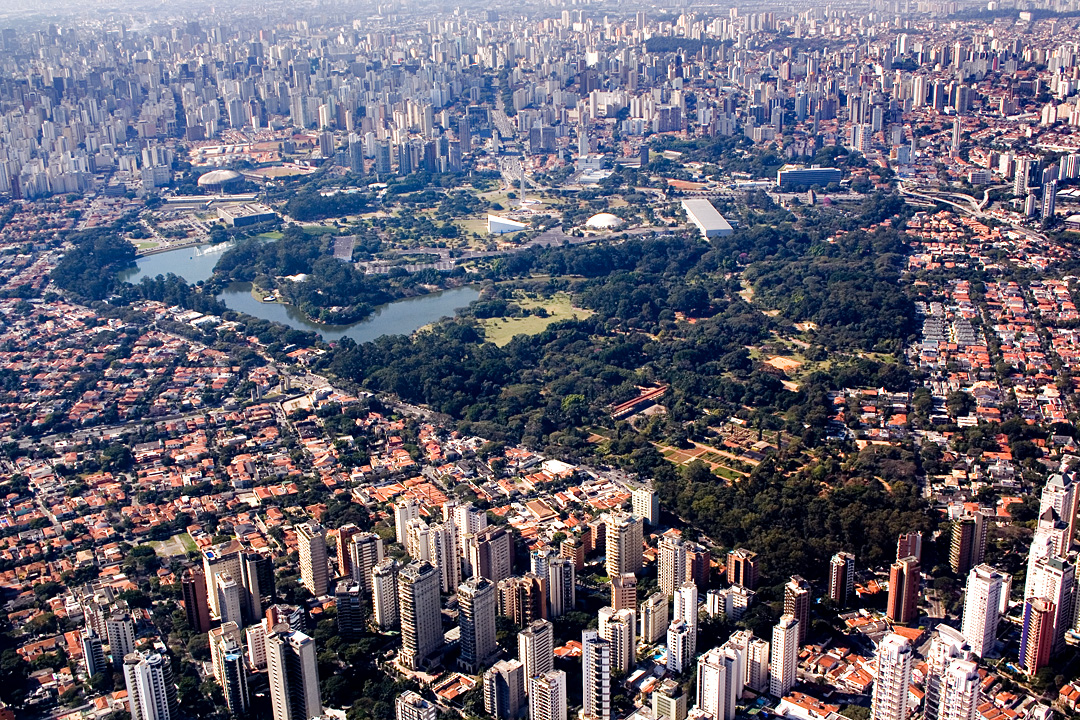
Luftaufnahme des Parks.

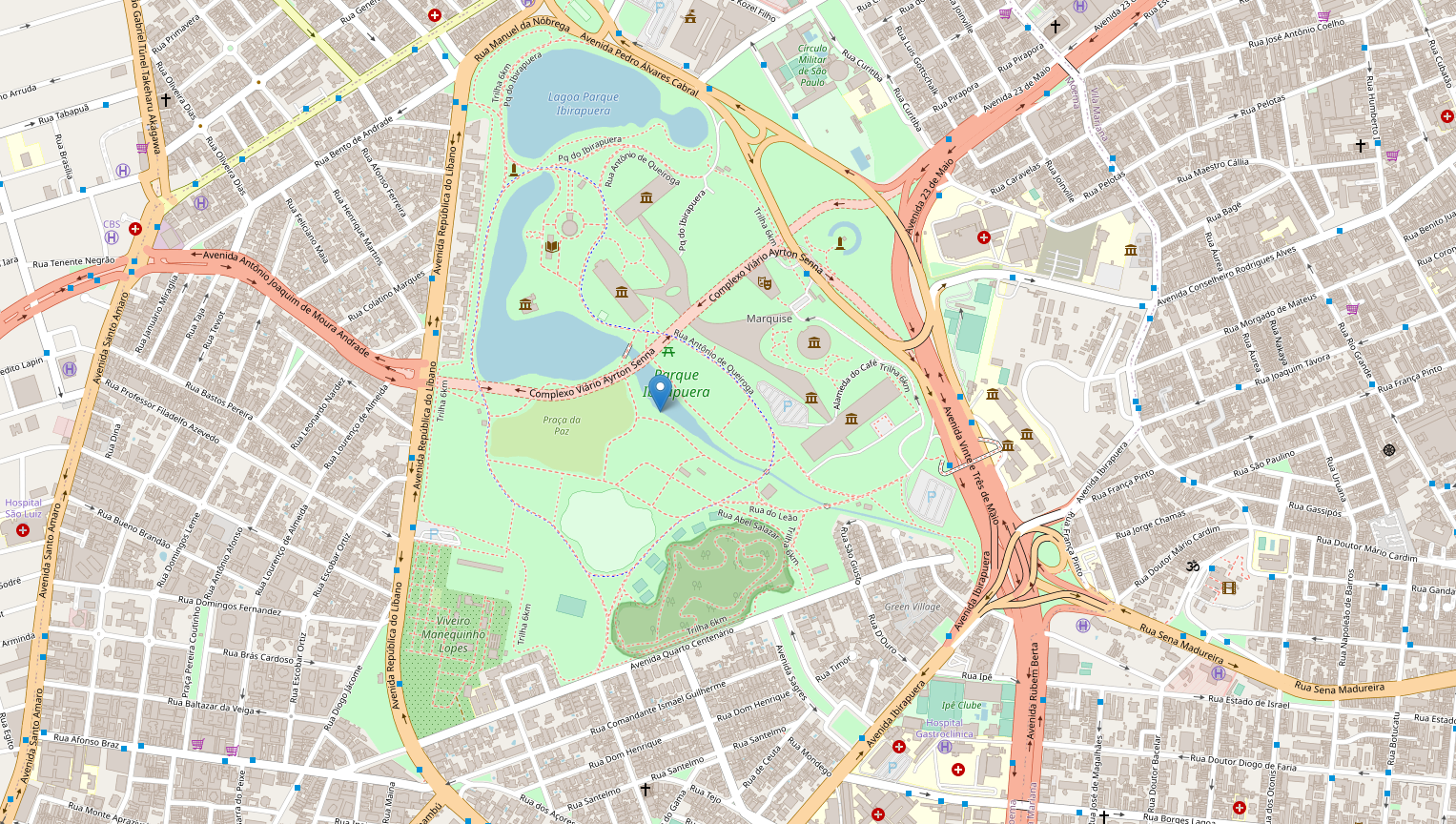
Der Park im Stadtplan.

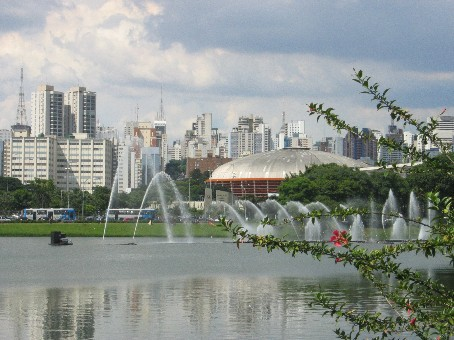
Parque do Ibirapuera

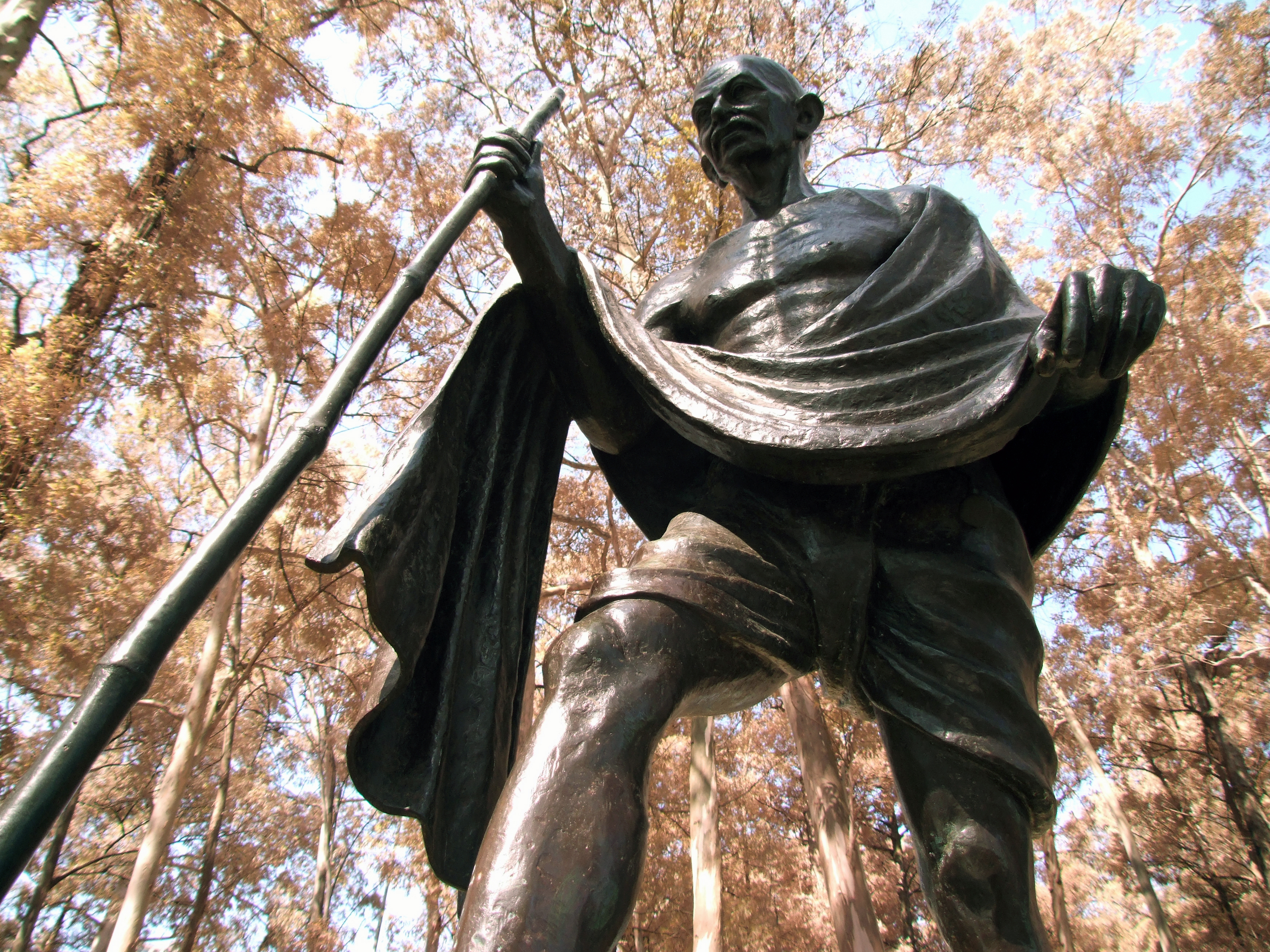
Gandhi-Skulptur von Gautam Pal im Park

Der Parque do Ibirapuera, auch Parque Ibirapuera, ist ein großer Stadtpark in São Paulo und ein kulturelles Zentrum der Stadt. Die Bedeutung des Parks für São Paulo ist vergleichbar mit der des Central Parks für New York City. Mit einer Fläche von fast zwei Quadratkilometern ist er der zweitgrößte Park São Paulos. Davon sind rund 1 Mio. m² Grünfläche und 150.000 m² Wasserfläche. Der Park zählt ungefähr 300.000 Besucher pro Woche, davon 200.000 am Wochenende und 120.000 am Sonntag.

## Geschichte
Der Park sollte anlässlich der 400-Jahr-Feier São Paulos am 25. Januar 1954 eingeweiht werden. Er stand schließlich am 21. August 1954 der Bevölkerung offen. Die Gebäude wurden von den Architekten Oscar Niemeyer, Joaquim Cardozo, Carlos Lemos und anderen entworfen. Sie stehen zum Teil unter Denkmalschutz. Die Landschaft gestalteten Roberto Burle Marx und Otavio Texeira Mendes. Ibirapuera bedeutet so viel wie „alter Baum“ in der Sprache der Tupi und verweist auf die ehemals an diesem Ort befindliche Sumpflandschaft.

## Bauwerke
Der Park beherbergt mehrere Gebäude, unter anderen das Museum für Moderne Kunst im Gebäude der Biennale von São Paulo, das Denkmal Monumento às Bandeiras, ein Planetarium sowie mehrere allseitig offene, wellenförmige Mehrzweckhallen. An Wochenenden finden hier häufig kostenlose Freiluftkonzerte insbesondere bekannter brasilianischer Künstler statt. Der Japanische Pavillon wurde anlässlich der Einweihungsfeier von der japanischen Delegation errichtet und stellt eine Replik des Katsura-Palastes in Kyoto dar.

## Landschaft

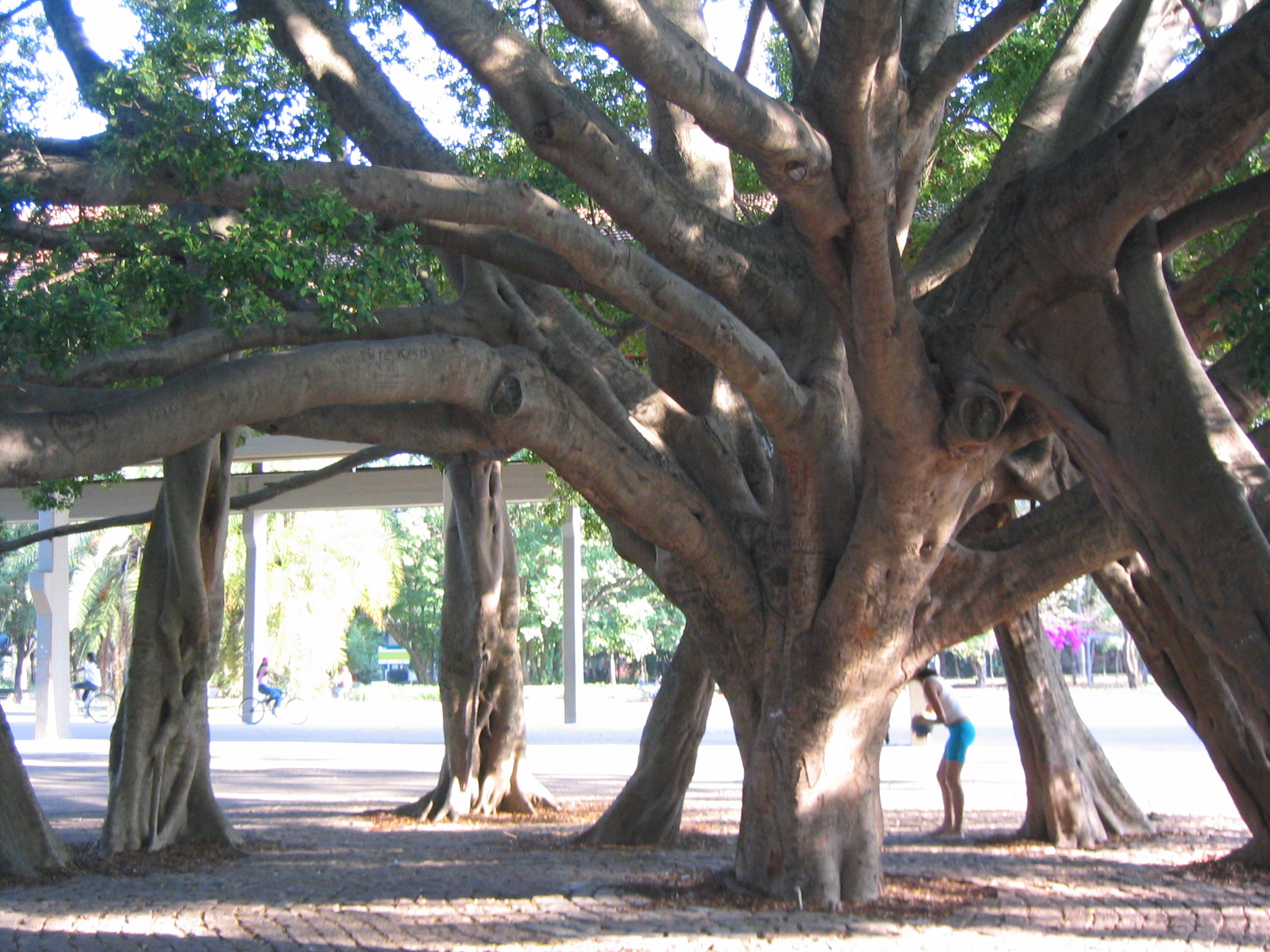
Ficus-Bäume (Ficus benjamina)

Der Park zeichnet sich außerdem durch seine Vielseitigkeit und seine Vegetation aus. Insbesondere die großen Feigenbäume nahe dem Eingang Nr. 7, deren zusammengewachsene Stämme eine Art Tor mit mehreren Metern Durchmesser bilden, und die im September blühende Jacaranda Allee am Ufer des künstlich angelegten Sees sind sehenswert.
Der enorme Springbrunnen, der im Sekundentakt Wasserstrahlen aus mehreren Düsen in unzähligen Varianten kombiniert, ist nach seiner Renovierung zur Touristenattraktion geworden.
Das Fotografieren für den Privatgebrauch ist gestattet, für kommerzielle oder werbliche Zwecke ist eine Erlaubnis erforderlich.